# Heterachthes similis
Heterachthes similis är en skalbaggsart som beskrevs av Martins 1965. Heterachthes similis ingår i släktet Heterachthes och familjen långhorningar. Inga underarter finns listade i Catalogue of Life.